# Stazione di Shin-Kōbe
La Stazione di Shin-Kōbe (新神戸駅?, Shin-Kōbe-eki?) è una stazione ferroviaria di Kōbe e si trova nel quartiere Chūō-ku, nella parte nord del centro della città, ai piedi del Monte Rokkō. È l'unica stazione di Kōbe servita dai treni ad alta velocità Shinkansen della linea Sanyō.
Vista l'orografia della città, i treni percorrono due lunghi tunnel (tunnel Rokkō e tunnel Kōbe), e fermano presso la stazione, in superficie, situata fra le due gallerie. Tuttavia, molti abitanti di Kōbe preferiscono prendere il treno dalla stazione di Shin-Ōsaka grazie al suo migliore collegamento con la città di Kōbe.

## Linee

### Treni
- JR West
  - Sanyō Shinkansen

### Metropolitana
- Metropolitana di Kōbe
  - Linea Seishin-Yamate
- Kobe Rapid Transit
  - Ferrovia Espressa Hokushin